# Adolf Ferdinand Wenceslaus Brix
Adolf Ferdinand Wenceslaus Brix, född 20 februari 1798, död 14 februari 1870, var en tysk matematiker och ingenjör som kanske är mest känd för att ha fått Brixskalan uppkallad efter sig.